# Santa Perpètua de Vilanova de l'Aguda
Santa Perpètua de Vilanova de l'Aguda és una ermita de Vilanova de l'Aguda (Noguera) inclosa a l'Inventari del Patrimoni Arquitectònic de Catalunya.

## Descripció
L'ermita de Santa Perpètua té la planta de forma rectangular. És d'una nau, amb la teulada a doble vessant, de teula. El mur és fet de carreus de pedra. La porta d'accés és d'arc rebaixat, amb un òcul circular al capdamunt. A la part alta hi ha una senzilla espadanya amb una petita campana.

## Història
Aquesta ermita fou construïda l'any 1781 sota la protecció de Santa Perpètua, amb l'ajuda de tots els veïns del poble de Vilanova de l'Aguda. A l'interior de l'ermita hi havia una imatge de Santa Perpètua, que actualment es guarda en una casa del poble fins al dia de la Santa que es portada en processó a l'ermita.